# La terra che brucia
La terra che brucia (Der brennende Acker) è un film del 1922 diretto da Friedrich Wilhelm Murnau.

## Trama

### I Atto
Il vecchio contadino Rog sta morendo, assistito dal figlio Peter, preoccupato che anche l'altro figlio Johannes, che vive in città e che sta accorrendo al suo capezzale su una slitta a cavallo guidata da Ludwig von Lellewel, si interessi della fattoria dopo la sua morte. Ludwig approfitta del viaggio per incontrarsi con la figlia del locale conte von Rudenburg, Gerda, sua promessa sposa delle cui intenzioni non è però ultimamente molto certo. Da parte sua il conte è ossessionato da uno scavo che sta effettuando su un terreno di sua proprietà, soprannominato "del diavolo" per via di un drammatico incendio accaduto in passato in cui aveva perso la vita un suo antenato. Da allora su questo luogo dalla fama funesta e da cui tutti gli abitanti girano al largo, non crescono né alberi né erba e sorge una cappella votiva. Johannes intanto arriva a casa del padre, ma ormai è troppo tardi.

### II Atto
Ereditata la fattoria insieme al fratello Peter, Johannes si sente però ormai un cittadino e non è affatto interessato né alla vita di campagna né a passare la sua vita in mezzo ai contadini. Dopo una discussione con Peter, lascia la fattoria ed incontra Gerda, figlia del conte Rudenburg, che gli propone di farsi assumere dal padre. Johannes si presenta così al conte che lo assume come segretario.

### III Atto
Tra Johannes e Gerda c'è grande intesa e spesso vanno a fare insieme passeggiate a cavallo, per la preoccupazione di Helga, la seconda moglie del conte. Il conte intanto riceve la novella tanto attesa: sotto il "campo del diavolo" c'è del petrolio! Johannes casualmente origlia alla notizia. Subito dopo il conte Rudenburg lo convoca per dettargli il testamento, in cui lascia in eredità alla figlia Gerda tutto il suo patrimonio, le proprietà ed i castelli, ed alla moglie Helga il solo "campo del diavolo" ed il diritto ad abitare a vita nel castello di Rudenburg. Johannes cambia così obiettivo, da Gerda ad Helga, e trae subito profitto dalla disperazione di Helga (per via della condotta della figlia con il promesso sposo Ludwig) per consolarla. Su spiata di Gerda, il conte trova la moglie abbracciata a Johannes: entrambi confessano di essere innamorati l'uno dell'altra. Il conte, cui sono rimaste poche settimane di vita, vedendo che Johannes preferisce la moglie a cui lui non aveva lasciato praticamente nulla, rispetto alla figlia cui spettava la quasi totalità dell'eredità, dà il beneplacito alla relazione. Gerda, disperata, accetta di essere sposata a Ludwig von Lellewel.

### IV Atto
Verificata la presenza del petrolio, Johannes torna in città e si prodiga per trovare finanziamenti che gli permettano di sfruttare il giacimento, rifiutando fino a 25 milioni di marchi per vendere il terreno. Helga frattanto si sente prigioniera di questa eredità e decide di venderla, rivolgendosi proprio al cognato Peter il quale, sapendo che nessuno del villaggio si sarebbe mai interessato a quell'appezzamento considerato maledetto, per evitare che finisse nelle mani di qualche cittadino si offre di acquistarlo lui medesimo per 12.000 marchi. Nel frattempo Johannes trova l'accordo per il finanziamento e viene ricevuto anche da un ministro del governo.

### V Atto
Tornato trionfante dalla città, Johannes resta di sasso quando Helga gli comunica di aver venduto il "terreno del diavolo". Ne nasce una discussione da cui Helga capisce che Johannes l'ha sposata solamente per poter mettere le mani su quel terreno. Helga, disperata, torna da Peter, gli restituisce i 12.000 marchi ed ottiene che il contratto di vendita venga strappato. Dopodiché comincia a vagare per i campi innevati, prima di suicidarsi in un torrente. Un vetturino recupera il corpo e lo porta nel villaggio e poi a casa di Peter, dove Johannes era andato per riavere il suo appezzamento di terreno. Alla vista della moglie morta, anche Johannes cade in disperazione.

### VI Atto
Sul terreno cominciano le trivellazioni di prova, anche se Johannes ormai è quasi disinteressato. Gerda si ripresenta da lui ma Johannes le conferma di non essere mai stato innamorato né di lei, né di Helga, ma di aver fatto tutto per ambizione. Gerda scrive allora a Ludwig, annunciando la sua intenzione di vendicarsi per il suo amore non corrisposto da Johannes ed al contempo espiare la colpa per aver giocato con i suoi sentimenti. Si reca così alla torre di trivellazione e la fa saltare in aria. Mentre il pozzo è in fiamme, Johannes vaga per i terreni finché viene raggiunto da Maria, una ragazza contadina innamorata di lui e già respinta, che nel frattempo si era fatta assumere come domestica presso la fattoria di Rog. Johannes torna alla fattoria chiedendo scusa al fratello, a Maria ed a tutti gli altri contadini, la famiglia lo riaccoglie e lo porta nella sua camera, che Maria aveva curato quotidianamente come se lui fosse dovuto tornare da un momento all'altro.

## Produzione
Il film fu prodotto dalla Deulig-Verleih e dalla Goron Film. Le riprese furono effettuate nel Brandeburgo, a Potsdam, a Neubabelsberg e al Trantow Park.

## Distribuzione
Il film, distribuito dalla Deulig-Verleih, uscì nelle sale cinematografiche tedesche dopo una prima tenuta ad Amburgo il 3 marzo 1922.

## Ritrovamento e restauro[2]
Fino al 1978 della pellicola se ne conoscevano solo gli ultimi tre rulli (per complessivi 843 metri rispetto agli originali 2.645): si trattava della copia in bianco e nero conservata dalla Cineteca della Germania Est. Una copia del film, quasi completa, fu identificata solo nel 1978 da Vittorio Martinelli presso la Cineteca Italiana di Milano: si trattava di una versione distribuita in Italia con il titolo "Il campo del diavolo", i cui titoli di testa e le didascalie in italiano erano stati certamente realizzati in Italia e le cui immagini furono sviluppate in Germania. La copia apparteneva ad una piccola collezione di un religioso italiano che lavorava in istituti per malati di mente ed intratteneva i malati con la proiezione di vecchi film.
Enno Patalas del Münchener Filmmuseum ricavò una prima copia in bianco e nero da un negativo realizzato a Milano: le didascalie italiane sono state sostituite a Monaco con nuovi titoli tedeschi tratti dalla sceneggiatura in possesso della nipote di Murnau. Dall'inizio degli anni '80 era pertanto nuovamente visibile in Germania un film ormai "perduto". Tuttavia a Milano esisteva ancora un originale a colori: con la collaborazione della Cineteca Italiana, il Bundesarchiv ha ricevuto il materiale originale su cui ha potuto iniziare il lavoro di restauro.
Ritrovato il visto di censura originale del 25 febbraio 1922 con il testo di tutte le didascalie, fu possibile per il Münchener Filmmuseum ricostruire le didascalie e gli inserti (le pagine di giornale, le lettere, il testamento ecc.) con la collaborazione del laboratorio Pfenninger. In mancanza di un modello per l'esatta veste grafica delle didascalie, ci si è ispirati ad altri film tedeschi dell'inizio degli anni venti, utilizzando un verde scuro come colore delle didascalie e un giallo chiaro come colore degli inserti.
Se la copia milanese aveva una lunghezza, comprese le didascalie italiane, pari a 2346 metri, il nuovo negativo a colori dopo l'inserimento delle nuove didascalie misura 2325 metri. È stata, inoltre, inserita una sequenza mancante proveniente da una copia del Gosfilmofond di Mosca. Mancano dunque 320 rispetto all'originale metraggio della copia prevista dalla censura (2.645 metri). Nel settembre 1993 il Budesarchiv-Filarchiv ha terminato il restauro presso il laboratorio ABC & Taunus di Wiesbaden, ottenendo una copia definitiva che si avvicina enormemente ai colori originali della copia su supporto nitrato.
La versione restaurata del film è stato presentata nel corso della "Filmretrospektive Fritz Lang und Friedrich Wilhelm Murnau" in Giappone l'11 settembre 2003.